# Cabo de la Plata (Pasajes)
El Cabo de la Plata se encuentra en la costa del Mar Cantábrico, en el municipio de San Sebastián, provincia de Guipúzcoa, España, en las coordenadas: LAT: 43° 20.0' N LON: 001° 56.0' W.
Este promontorio costero está coronado por el Faro de La Plata, construido en 1855, que junto al Faro de Senokozulua señala la salida al mar Cantábrico del Puerto de Pasajes.
La denominación de La Plata podría tener su origen en el destacado papel que jugó el puerto de Pasajes desde la antigüedad, al formar parte de la vía desde donde se exportaban los minerales que previamente se extraían de las minas de Arditurri en Oyarzun o, quizá, en la espectacular situación de esta zona conocida como Espejo de Pasajes, también llamada Frontón de la Plata.